# Humboldt-Institut

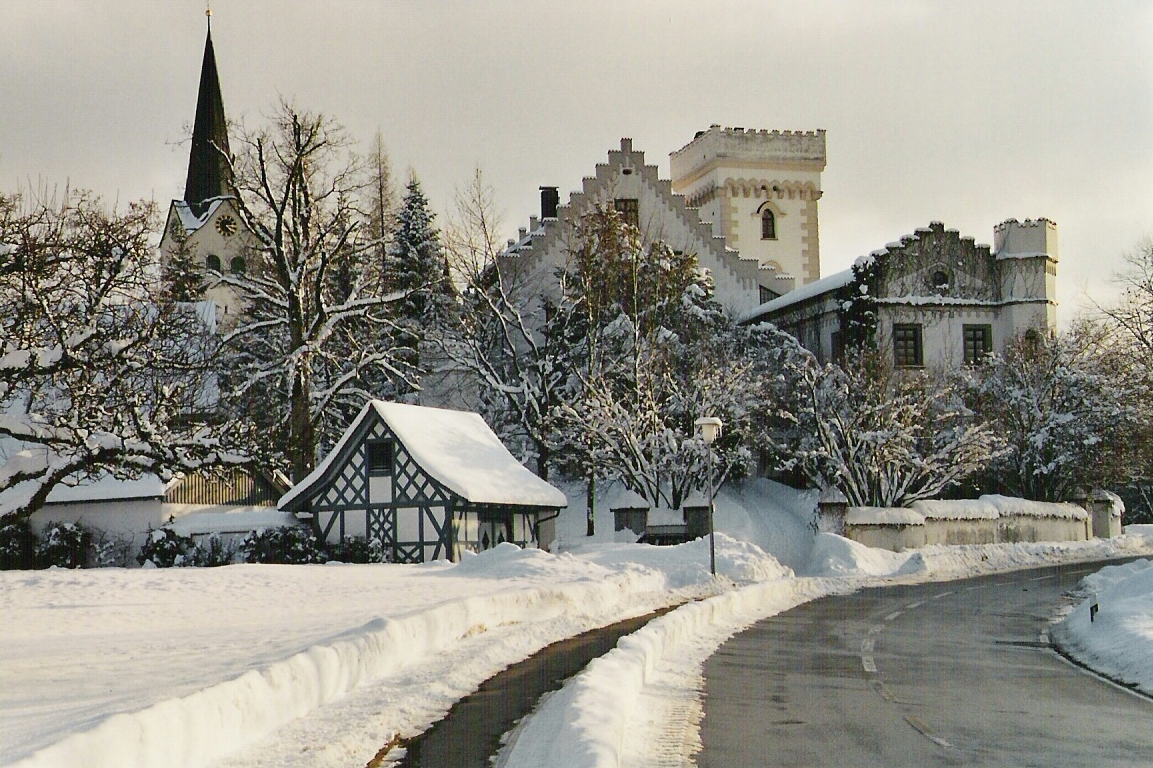
Schloss Ratzenried – Sitz des Humboldt-Instituts

Das Humboldt-Institut – Verein für Deutsch als Fremdsprache e.V. ist ein gemeinnütziger Verein mit Sitz im Schloss Ratzenried in Ratzenried (Gemeinde Argenbühl) im Westallgäu, der 1977 gegründet wurde.
Es bietet an 18 Kursorten in Deutschland Unterricht in Deutsch als Fremdsprache für Erwachsene, Jugendliche und Kinder an, einschließlich Unterkunft und Verpflegung. Zielgruppe sind Personen, die nach Deutschland kommen wollen, um Deutsch zu lernen. Der Verein folgt dabei dem Grundsatz, dass der leichteste Weg eine Fremdsprache zu erlernen sei, für eine Weile im Mutterland dieser Sprache zu leben.
Einen Schwerpunkt hat die Einrichtung bei Sommerkursen, wenn in den meisten Ländern Ferien sind. Diese werden an 14 Standorten in Deutschland und Österreich angeboten. Ganzjährig werden in Konstanz und Berlin Deutschkurse für Erwachsene und Führungskräfte und in Lindenberg im Allgäu und Bad Schussenried Deutschkurse für Kinder und Jugendliche angeboten.
Neben Deutschkursen bietet das Institut standardisierte Prüfungen wie den TestDaF und der Telc gGmbH sowie die Beratung und Bewerbung für den Besuch einer Internatsschule oder ein Studium in Deutschland an.
Das Institut ist Mitglied des Fachverbandes Deutsch als Fremdsprache (fadaf).
Langjähriger Leiter ist Norbert Güthling, der das Schloss Ratzenried 1974 erwarb. Anfangs fanden nur dort Deutschkurse statt, doch expandierte das Institut in den folgenden Jahrzehnten. Bisher haben insgesamt etwa 70.000 Schüler aus 160 Ländern an Deutschkursen des Humboldt-Instituts teilgenommen.